# Hallam Foe
Hallam Foe – brytyjski dramat filmowy w reżyserii Davida Mackenzie. Jego światowa premiera odbyła się 16 lutego 2007 roku podczas 57. Międzynarodowego Festiwalu Filmowego w Berlinie, gdzie obraz pokazywany był w konkursie głównym i zdobył nagrodę Stowarzyszenia Niemieckich Kin Artystycznych.
Według serwisu Rotten Tomatoes film uzyskał w mediach około 72% pochlebnych opinii (na podstawie 61 recenzji).

## Opis fabuły
Hallam Foe to 17–letni chłopak lubiący podglądać innych ludzi wykonujących codzienne czynności. Trapi go tajemnica śmierci matki, która utonęła. O morderstwo podejrzewa swą macochę, Verity. Hallam, nie mogąc znaleźć wspólnego języka z ojcem oraz Verity, postanawia opuścić dom i udaje się do Edynburga. Tam znajduje nowy obiekt fascynacji, którym jest pewna kobieta.

## Obsada
- Jamie Bell – Hallam Foe[6]
- Sophia Myles – Kate Breck
- Ciarán Hinds – Julius Foe
- Jamie Sives – Alasdair
- Maurice Roëves – Raymond
- Ewen Bremner – Andy
- Claire Forlani – Verity Foe
- John Paul Lawler – Carl
- Ruth Milne – Jenny
- Lucy Holt – Lucy